# Cave Creek, Arizona
Cave Creek je gradić u američkoj saveznoj državi Arizona. Prema popisu stanovništva iz 2010. u njemu je živjelo 5,015 stanovnika.